# 존 레이트

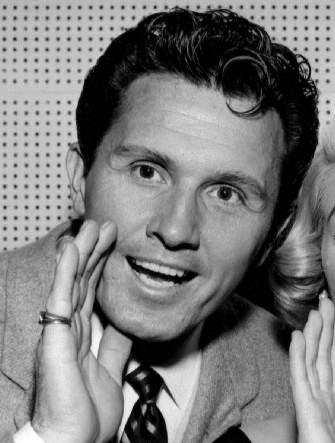

존 레이트(John Raitt, 1917년 1월 29일 ~ 2005년 2월 20일)는 미국의 배우, 가수, 텔레비전 배우, 연극 배우이다.
샌타애나에서 태어났으며 퍼시픽팰리세이즈에서 사망하였다. 사인은 폐렴이다.

## 영화
- 파자마 게임 (1957년)
- 쉽 아호이 (1942년)
- 리틀 넬리 켈리 (1940년)